# Claire Danes
Claire Catherine  Danes (Manhattan, New York, 1979. április 12. –) háromszoros Primetime Emmy- és négyszeres Golden Globe-díjas amerikai színésznő.
2012-ben a Time magazin a világ száz legbefolyásosabb embere listáján tüntette fel, 2015-ben csillagot kapott a Hollywoodi hírességek sétányán.
Az első kritikai elismeréseket az 1994-es My So-Called Life című drámasorozattal vívta ki, Golden Globe-díjat nyerve, illetve egy Primetime Emmy-jelölést szerezve. Ugyanebben az évben debütált a filmvásznon a Kisasszonyok című történelmi drámában. Az 1990-es években bemutatott egyéb filmjei közé tartozik a Szédült hétvége (1995), a Rómeó + Júlia (1996), Az esőcsináló (1997), A nyomorultak (1998) és a Börtönpalota (1999).
A 2000-es években feltűnt Az órák (2002), a Terminátor 3. – A gépek lázadása (2003), Az eladólány (2005) és a Csillagpor (2007) című filmekben. 2010-ben Temple Grandint formálta meg a Temple Grandin című HBO-tévéfilmben, mellyel kiérdemelte második Golden Globe-díját és első Primetime Emmy-győzelmét. 2011-től Carrie Mathison szerepében látható a Showtime Homeland – A belső ellenség című drámasorozatában: a szerep két további Primetime Emmy-díjat és két Golden Globe-díjat hozott a színésznő számára.

## Élete és pályafutása
Claire a kezdetektől színésznő akart lenni, így iskolás korában beíratták különböző színészképző tanfolyamokra, középiskoláját pedig már egy hivatalos színészképzőben kezdte. Alig volt 15 éves, amikor megkapta első tévés szerepét, a John Stewart Show egyik epizódjában, ahol saját magát alakította.
Sorozatok mellékszerepeiben tűnt fel, majd pár kisebb filmben szerepelt. Kiemelkedő alakítása volt a Rómeó + Júlia című romantikus drámában, Leonardo DiCaprio partnereként.
2002-ben volt a fordulópont pályáján, amikor is megkapta Kate Brewster szerepét a Terminátor 3. – A gépek lázadásában. Ezután már sokkal több szerepet tudhatott magáénak, ám egyik sem közelítette meg annak sikerét. 2011-ben megkapta a nagy sikerű Homeland – A belső ellenség című sorozat egyik főszerepét, és alakításáért 2012-ben és 2013-ban is Golden Globe-díjat nyert.

## Magánélete
2009 óta Hugh Dancy angol színész felesége.

## Filmográfia

### Film
| Év   | Magyar cím                                | Eredeti cím                        | Szerep              | Magyar hang         |
| ---- | ----------------------------------------- | ---------------------------------- | ------------------- | ------------------- |
| 1994 | Kisasszonyok                              | Little Women                       | Elizabeth           | Balázs Ágnes        |
| 1995 | A szerelem színei                         | How to Make an American Quilt      | Glady Jo Cleary     |                     |
| 1995 | Szédült hétvége (Egy békés családi ünnep) | Home for the Holidays              | Kitt Larson         | Simonyi Piroska     |
| 1995 | Szédült hétvége (Egy békés családi ünnep) | Home for the Holidays              | Kitt Larson         | Vadász Bea          |
| 1995 | Szédült hétvége (Egy békés családi ünnep) | Home for the Holidays              | Kitt Larson         | Czető Zsanett       |
| 1996 | Csillagvirágok                            | I Love You, I Love You Not         | Daisy / fiatal Nana | Roatis Andrea       |
| 1996 | Feleségemnek, 37. születésnapjára         | To Gillian on Her 37th Birthday    | Rachel Lewis        | Vadász Bea          |
| 1996 | Rómeó + Júlia                             | Romeo + Juliet                     | Júlia               | Huszárik Kata       |
| 1997 | Halálkanyar                               | U Turn                             | Jenny               | Mezei Kitty         |
| 1997 | Az esőcsináló                             | The Rainmaker                      | Kelly Riker         | Németh Borbála      |
| 1998 | A nyomorultak                             | Les Misérables                     | Cosette             | Szénási Kata        |
| 1998 |                                           | Polish Wedding                     | Hala                |                     |
| 1999 | Drogosztag                                | The Mod Squad                      | Julie               | Kéri Kitty          |
| 1999 | Börtönpalota                              | Brokedown Palace                   | Alice Marano        | Simonyi Piroska     |
| 2002 | Minden jöhet                              | Igby Goes Down                     | Sookie Sapperstein  | Szénási Kata        |
| 2002 | Minden jöhet                              | Igby Goes Down                     | Sookie Sapperstein  | Vadász Bea          |
| 2002 | Minden jöhet                              | Igby Goes Down                     | Sookie Sapperstein  | Kelemen Kata        |
| 2002 | Az órák                                   | The Hours                          | Julie               | Solecki Janka       |
| 2003 | A végső megoldás: szerelem                | It's All About Love                | Elena               | Ruttkay Laura       |
| 2003 | Placid Lake szenvedélye (Legyek átlagos!) | The Rage in Placid Lake            | lány szemináriumon  |                     |
| 2003 | Terminátor 3. – A gépek lázadása          | Terminator 3: Rise of the Machines | Kate Brewster       | Kisfalvi Krisztina  |
| 2004 | Nőies játékok                             | Stage Beauty                       | Maria               | Ruttkay Laura       |
| 2005 | Az eladólány                              | Shopgirl                           | Mirabelle           | Nemes Takách Kata   |
| 2005 | Kőkemény család                           | The Family Stone                   | Julie Morton        | Bertalan Ágnes      |
| 2007 | Este                                      | Evening                            | Ann fiatalon        | Balázs Ágnes        |
| 2007 | Csillagpor                                | Stardust                           | Yvaine              | Németh Borbála      |
| 2007 | A falka                                   | The Flock                          | Allison Laurie      | Bertalan Ágnes      |
| 2008 | Én és Orson Welles                        | Me and Orson Welles                | Sonja Jones         | Ruttkay Laura       |
| 2013 | Menők, mint mi (Menőkor)                  | As Cool as I Am                    | Lainee Diamond      | Kökényessy Ági      |
| 2013 | Menők, mint mi (Menőkor)                  | As Cool as I Am                    | Lainee Diamond      | Kiss Virág Magdolna |
| 2017 | Brigsby mackó                             | Brigsby Bear                       | Emily               |                     |
| 2018 | Egy olyan srác, mint Jake                 | A Kid Like Jake                    | Alex Wheeler        | Zakariás Éva        |

### Televízió
| Év        | Magyar cím                       | Eredeti cím                     | Szerep           | Megjegyzések                                |
| --------- | -------------------------------- | ------------------------------- | ---------------- | ------------------------------------------- |
| 1992      | Esküdt ellenségek                | Law & Order                     | Tracy Brandt     | 1 epizód                                    |
| 1994      |                                  | Lifestories: Families in Crisis | Katie Leiter     | 1 epizód                                    |
| 1994–1995 |                                  | My So-Called Life               | Angela Chase     | főszereplő (19 epizód)                      |
| 1997      | Saturday Night Live              | Saturday Night Live             | házigazda        | 1 epizód                                    |
| 2010      | Temple Grandin                   | Temple Grandin                  | Temple Grandin   | - tévéfilm - magyar hangja: - Hámori Eszter |
| 2011–2020 | Homeland – A belső ellenség      | Homeland                        | Carrie Mathison  | főszereplő és vezető producer               |
| 2015      | Master of None – Majdnem elég jó | Master of None                  | Nina Stanton     | 1 epizód                                    |
| 2017      |                                  | Portlandia                      | Joan             | 1 epizód                                    |
| 2022      | Az essexi kígyó                  | The Essex Serpent               | Cora Seaborne    | minisorozat (6 epizód)                      |
| 2022      | Fleishman bajban van             | Fleishman Is in Trouble         | Rachel Fleishman | minisorozat (8 epizód)                      |
| 2023      | A kör bezárul                    | Full Circle                     | Sam Browne       | minisorozat (6 epizód)                      |

## Fontosabb díjak és jelölések
| Díj                     | Kategória                                              | Év   | Jelölt mű                   | Eredmény |
| ----------------------- | ------------------------------------------------------ | ---- | --------------------------- | -------- |
| Golden Globe-díj        | Legjobb női főszereplő (drámasorozat)                  | 1994 | My So-Called Life           | Elnyerte |
| Golden Globe-díj        | Legjobb női főszereplő (vagy tévéfilm)                 | 2010 | Temple Grandin              | Elnyerte |
| Golden Globe-díj        | Legjobb női főszereplő (drámasorozat)                  | 2011 | Homeland – A belső ellenség | Elnyerte |
| Golden Globe-díj        | Legjobb női főszereplő (drámasorozat)                  | 2012 | Homeland – A belső ellenség | Elnyerte |
| Golden Globe-díj        | Legjobb női főszereplő (drámasorozat)                  | 2014 | Homeland – A belső ellenség | Jelölve  |
| Golden Globe-díj        | Legjobb női mellékszereplő (minisorozat vagy tévéfilm) | 2023 | Fleishman bajban van        | Jelölve  |
| Primetime Emmy-díj      | Legjobb női főszereplő (drámasorozat)                  | 1995 | My So-Called Life           | Jelölve  |
| Primetime Emmy-díj      | Legjobb női főszereplő (minisorozat vagy tévéfilm)     | 2010 | Temple Grandin              | Elnyerte |
| Primetime Emmy-díj      | Legjobb női főszereplő (drámasorozat)                  | 2012 | Homeland – A belső ellenség | Elnyerte |
| Primetime Emmy-díj      | Legjobb női főszereplő (drámasorozat)                  | 2013 | Homeland – A belső ellenség | Elnyerte |
| Primetime Emmy-díj      | Legjobb női főszereplő (drámasorozat)                  | 2014 | Homeland – A belső ellenség | Jelölve  |
| Primetime Emmy-díj      | Legjobb női főszereplő (drámasorozat)                  | 2015 | Homeland – A belső ellenség | Jelölve  |
| Primetime Emmy-díj      | Legjobb női főszereplő (drámasorozat)                  | 2016 | Homeland – A belső ellenség | Jelölve  |
| Primetime Emmy-díj      | Legjobb drámasorozat                                   | 2015 | Homeland – A belső ellenség | Jelölve  |
| Primetime Emmy-díj      | Legjobb drámasorozat                                   | 2016 | Homeland – A belső ellenség | Jelölve  |
| Primetime Emmy-díj      | Legjobb női mellékszereplő (minisorozat)               | 2023 | Felishman bajban van        | Jelölve  |
| Screen Actors Guild-díj | Legjobb szereplőgárda (mozifilm)                       | 2003 | Az órák                     | Jelölve  |
| Screen Actors Guild-díj | Legjobb színésznő (minisorozat vagy tévéfilm)          | 2011 | Temple Grandin              | Elnyerte |
| Screen Actors Guild-díj | Legjobb színésznő (drámasorozat)                       | 2013 | Homeland – A belső ellenség | Elnyerte |
| Screen Actors Guild-díj | Legjobb szereplőgárda (drámasorozat)                   | 2013 | Homeland – A belső ellenség | Jelölve  |
| Screen Actors Guild-díj | Legjobb színésznő (drámasorozat)                       | 2014 | Homeland – A belső ellenség | Jelölve  |
| Screen Actors Guild-díj | Legjobb szereplőgárda (drámasorozat)                   | 2014 | Homeland – A belső ellenség | Jelölve  |
| Screen Actors Guild-díj | Legjobb színésznő (drámasorozat)                       | 2015 | Homeland – A belső ellenség | Jelölve  |
| Screen Actors Guild-díj | Legjobb szereplőgárda (drámasorozat)                   | 2015 | Homeland – A belső ellenség | Jelölve  |
| Screen Actors Guild-díj | Legjobb színésznő (drámasorozat)                       | 2016 | Homeland – A belső ellenség | Jelölve  |
| Screen Actors Guild-díj | Legjobb szereplőgárda (drámasorozat)                   | 2016 | Homeland – A belső ellenség | Jelölve  |

## Fordítás
- Ez a szócikk részben vagy egészben  a   Claire Danes című angol Wikipédia-szócikk fordításán alapul.  Az eredeti cikk szerkesztőit annak laptörténete sorolja fel. Ez a jelzés csupán a megfogalmazás eredetét és a szerzői jogokat jelzi, nem szolgál a cikkben szereplő információk forrásmegjelöléseként.